# Logan Miller
Logan Miller (n. 18 februarie 1992, Englewood, Colorado) este un actor american, cunoscut pentru interpretarea personajului Tripp Campbell, în serialul Sunt în formație.

## Filmografie
- Ghosts of Girlfriends Past (2009) - Teenage Connor
- Arthur and the Revenge of Maltazard (2009) - Jake
- I'm in the Band (2010) - Tripp Campbell
- Phineas and Ferb (2010) - Johnny (voice)

1. ↑  „Logan Miller”, Internet Movie Database, accesat în 15 octombrie 2015
2. ↑  „Logan Miller”, Gemeinsame Normdatei, accesat în 11 decembrie 2014
3. ↑  Czech National Authority Database, accesat în 1 martie 2022